# Dolichopeza (Oropeza) walleyi
Dolichopeza (Oropeza) walleyi is een tweevleugelige uit de familie langpootmuggen (Tipulidae). De soort komt voor in het Nearctisch gebied.